# Eskimo (1933)
Eskimo ist ein US-amerikanisches Filmdrama aus dem Jahr 1933. Das Drehbuch basiert auf dem gleichnamigen Roman des dänischen Polarforschers und Schriftstellers Peter Freuchen, der auch im Film auftritt.

## Handlung
Der Eskimo Mala ist der beste Jäger seines Dorfes. Er hört von den Schiffen der weißen Männer und von den Waffen, die man für die Pelze eintauschen kann. Malas Frau Aba überzeugt ihren Mann mit der Familie zu den Schiffen zu reisen. Sie unternehmen eine 300 Kilometer lange Reise durch die gefrorene Tundra, bis sie in dem Hafenstädtchen Tjaranak ankommen. Mala handelt mit dem Kapitän eines der Schiffe und bekommt für seine Pelze ein Gewehr. Der Kapitän kann mit Hilfe von Alkohol und nutzlosen Geschenken Aba verführen.
Am nächsten Tag fordert der wütende Mala den Kapitän auf, seine Frau in Ruhe zu lassen, während er mit seinen Leuten auf Walfang geht. Doch der Kapitän lässt Aba gegen ihren Willen zu sich bringen. Sie wird mit Alkohol gefügig gemacht und vom Kapitän vergewaltigt. Am nächsten Morgen stolpert die immer noch betrunkene Aba und bricht im Schnee zusammen. Durch ihre Pelzkleidung wird sie von einem Seemann für ein Tier gehalten und erschossen. Mala kehrt von der Jagd zurück. Man erzählt ihm, seine Frau würde schlafen, doch schon bald erfährt er die wahren Umstände. Mit einer Harpune tötet er den Kapitän. Mit seinen Kindern macht er sich auf den Weg zurück in sein Dorf.
Zurück im Dorf trauert Mala um seine Frau, veranstaltet dennoch eine Karibujagd. Als Mala Visionen von dem toten Kapitän hat, spricht er mit einem der Stammesältesten darüber. Der alte Mann rät ihm, die Geister um einen neuen Namen zu bitten, damit der Kapitän ihn nicht mehr heimsuchen kann. Mala begibt sich zu einem heiligen Berg und betet auf dem Gipfel. Ein vorbeifliegender Vogel inspiriert ihn dazu, den Namen Kripik anzunehmen. Mala bemerkt, dass die zweite Frau eines der Jäger, Iva, ihm gefolgt ist. Mit seiner neuen Identität beginnt Mala/Kripik sich für die Frau, die ihn immer schon geliebt hat, zu interessieren. Der andere Jäger bietet ihm Iva an, dazu auch noch seine erste Frau.
Die Royal Canadian Mounted Police hat mittlerweile Beamte nach Tjaranak geschickt, die von dem Mord an dem Kapitän erfahren. Zwei Mounties, Balk und Hunt, machen sich auf die Suche nach Mala, doch sie geraten in Schwierigkeiten. Mala findet die beiden halberfroren und nimmt sie mit in sein Iglu. Die beiden Mounties genesen bald und befragen Mala. Mit der Hilfe ihres Eskimoführers identifizieren sie Mala als den Mörder des Kapitäns. Zwar sind die Mounties Mala für die Rettung dankbar. Doch sie wollen ihn zur Polizeistation bringen. Sie bringen Mala dazu, seine Familie zu verlassen, um Nahrung für die Leute in Tjaranak zu beschaffen. Als Mala auf der Jagd ist, kommt Inspektor White an und fordert, dass Mala gefangen gesetzt wird. Mala, der weiß, dass seine Familie zu Hause Hunger leidet, wird von den Mounties an sein Bett gekettet. Doch Mala kann sich befreien, erleidet dabei aber Verletzungen an seiner Hand. Mit dem Hundeschlitten versucht er, sein Dorf zu erreichen.
Die Mounties nehmen die Verfolgung auf. Sie sind sicher, einen Vorteil zu haben, da Mala verletzt ist. Doch Mala wird von seinem ältesten Sohn gerettet. Um nicht wieder in die Hände der weißen Männer zu fallen, will er seinen Stamm verlassen. Die ihn liebende Iva folgt ihm jedoch. Mala und Iva erreichen eine Eisscholle, als die Mounties anrücken. Sie können Mala nicht aufhalten, ohne ihn zu erschießen. Sie entscheiden sich dafür, Mala entfliehen zu lassen.

## Hintergrund
Gedreht wurde die MGM-Produktion in der Nähe des Eskimodorfes Teller in Alaska. Das Budget lag bei ca. 950.000 US-Dollar.
Die US-Premiere fand am 14. November 1933 statt. Die deutsche Erstaufführung erfolgte am 8. August 1934 im Berliner Capitol am Zoo.
Im deutschen Fernsehen wurde am 10. Juni 1993 vom ehemaligen Fernsehsender Eins Plus eine Originalfassung mit deutschen Untertiteln ausgestrahlt.
Hauptdarsteller Ray Mala lebte schon seit zwei Jahren in Los Angeles. Der Film ist sein Debüt, es folgten über 20 weitere Filmauftritte als Eskimo oder Eingeborener von Südseeinseln. Auch Lotus Long, bei diesem Film nur als Lotus erwähnt, gab hier ihr Debüt. Auch sie spielte in ihrer weiteren Karriere vorwiegend asiatische Charaktere.

## Kritiken
Das Lexikon des internationalen Films bezeichnete Eskimo als „quasidokumentarischen Film über das Alltagsleben der Eskimos“, der „fast ausnahmslos mit Laiendarstellern […] vor den eindrucksvollen Naturkulissen der Arktis“ realisiert worden sei. Die Filmzeitschrift Cinema zog das Fazit: „W.S. Van Dyke drehte 16 Monate in der Arktis. Resultat: Realismus.“
Mordaunt Hall von der New York Times beschrieb den Film als „spannendes und oftmals düsteres Melodram“. Auch wenn der Film sich hinziehe, werde das Interesse an den verschiedenen Ereignissen geschickt wachgehalten. Gerald Peary vom Boston Phoenix hält den Film für eine faszinierende Arbeit. Viele Details wie die Walrossjagd, der Iglubau seien schon in dem Dokumentarfilm Nanuk der Eskimo von Robert Flaherty (1922) gezeigt worden, doch Van Dyke gehe einen Schritt weiter und entwickle eine Geschichte.

## Auszeichnungen
1935 wurde der Film in der Kategorie Bester Schnitt mit dem Oscar ausgezeichnet. Damit ist er der erste Film, der den Oscar in dieser Kategorie jemals bekommen hat.